# Tokyo decadence (romanzo)
Tokyo decadence  (トパーズ, Topazu) è un romanzo dell'autore giapponese Ryū Murakami, pubblicato nel 1988.
Romanzo più significativo e famoso dell'autore e regista Murakami, è considerata una delle opere più importanti nel panorama letterario erotico postmoderno.
Da questa opera è tratto il film omonimo diretto da Murakami stesso.

## Trama
Il romanzo è incentrato sulle vicende vissute da alcune prostitute e sul loro tentativo di trovare una dignità che pare ormai lontana. Purtroppo questo sforzo verrà vanificato dalla crudeltà della realtà, dall'impossibilità di trovare una via di fuga dalla perversione, violenza e assoluta mancanza di una umanità in una Tokyo in piena decadenza.

## Edizioni
- Ryū Murakami, Tokyo decadence, traduzione di Otake Y., Fiocca M., collana Piccola biblioteca oscar, Arnoldo Mondadori Editore, 2004,  p. 166, ISBN 88-04-52905-9.